# Paris milonga
Paris milonga è il quarto album in studio del cantautore Paolo Conte, pubblicato il 31 maggio 1981 dalla RCA Italiana.

## Descrizione
Dopo la parentesi di Un gelato al limon (1979), album in cui Conte aveva lavorato con Nanni Ricordi come produttore, si ripristina qui la collaborazione con Lilli Greco, che aveva curato i suoi primi due album. Inoltre Conte ritorna nello studio di incisione di quei dischi: il Format di Torino, di proprietà di Happy Ruggiero (che partecipa come musicista suonando l'eminent), dove registra le due canzoni Via con me e Pretend; gli altri brani vengono realizzati negli studi RCA di Roma.
Musicalmente l'LP porta a maturità il discorso musicale legato al jazz e allo swing, che era stato appena accennato nelle incisioni precedenti, legandolo alla musica sudamericana.
Paris milonga è il disco che sancisce la definitiva affermazione di Conte, grazie soprattutto a Via con me, una delle canzoni più note del cantautore astigiano, successivamente da lui reincisa sia dal vivo che in studio (con l'assolo centrale di vibrafono sostituito da uno di sax). È anche il primo suo album a essere diffuso anche all'estero. Oltre a Via con me, fra i brani degni di nota ci sono Alle prese con una verde milonga, che dà in parte il titolo all'LP, dove nel testo viene citato il musicista argentino Atahualpa Yupanqui, «ultimo grande interprete della danza pampera chiamata "milonga"», Boogie, che verrà interpretata tre anni dopo da Ivano Fossati, L'ultima donna («modesta risposta», per ammissione di Conte, alla canzone La première fille di Georges Brassens), e Pretend, dal testo in inglese e cantato perlopiù da due coriste.
Fra i musicisti presenti nel disco si ricordano Jimmy Villotti, che stabilirà con Conte un sodalizio durato alcuni anni (il cantautore, qualche anno dopo, gli dedicherà il brano Jimmy, ballando), e Bruno Astesana, batterista jazz nato a Villafalletto e percussionista nell'Orchestra Sinfonica Nazionale della RAI di Torino. Il tecnico del suono è Antonio Rampotti, tranne per Via con me e Pretend, i cui tecnici sono Danilo Girardi e Danilo Pennone. Le canzoni sono tutte scritte da Paolo Conte e pubblicate per le edizioni RCA Musica. Conte ha curato anche gli arrangiamenti; la direzione orchestrale è di Pino Calì.
La foto in copertina, raffigurante in controluce una modella dal petto scoperto, con la testa rasata e gli occhiali da sole, è di Gianni Volpi; la stessa immagine è riprodotta su fronte e retro, rispettivamente in bianco & nero e a colori.

## Tracce
Tutte le canzoni sono scritte e arrangiate da Paolo Conte.

### Lato A
1. Alle prese con una verde milonga – 5:10 (Paolo Conte)
2. L'ultima donna – 3:42 (Paolo Conte)
3. Blue Haways – 3:35 (Paolo Conte)
4. La vera musica – 3:48 (Paolo Conte)
5. Via con me – 2:45 (Paolo Conte)

### Lato B
1. Madeleine – 3:57 (Paolo Conte)
2. Un'altra vita – 3:14 (Paolo Conte)
3. Boogie – 5:15 (Paolo Conte)
4. Parigi – 3:11 (Paolo Conte)
5. Pretend Pretend Pretend – 3:56 (Paolo Conte)

## Formazione
- Paolo Conte – voce, pianoforte, vibrafono, sax, sintetizzatore
- Lele Melotti – batteria
- Claudio Dadone – chitarra
- Jimmy Villotti – chitarra elettrica
- Happy Ruggiero – organo Hammond, eminent
- Renzo Marino – chitarra
- Bruno Astesana – batteria
- Michel Salmon – chitarra
- Pino Calì – contrabbasso
- Giancarlo Parodi – tromba
- Guido Guidoboni – tromba
- Giuseppe Lentini – tromba
- Sandro Comini – trombone
- Angelo Gabrielli – sax
- Luca Polidori – sax
- Italo Marconi – sax
- Luigi Cavallo – sax

## Principali cover
- Via con me:
  - Roberto Benigni nel singolo Via con me (1983)
  - La Crus nell'album Crocevia (2001)
- Boogie: Ivano Fossati nell'album Ventilazione (1984)
- Alle prese con una verde milonga: Marlene Kuntz nell'album Fingendo la poesia (2004)
- Blue Haways: Avion Travel nell'album Danson metropoli - Canzoni di Paolo Conte (2007)